# Bryan Morel Thomas
Bryan Morel Thomas (8 mai 1836 - 16 juillet 1905) est un soldat américain, fermier, marshall, et éducateur. Il sert comme officier dans l'armée des États-Unis, et plus tard dans celle des États confédérés pendant la guerre de Sécession. Il est le gendre de Jones M. Withers, sous lequel Thomas sert pendant la guerre. Thomas participe également à la bataille de fort Blakely de 1865 et y est capturé, le dernier combat d'infanterie.

## Jeunesse et carrière dans l'armée américaine
Thomas naît en 1836 à Milledgeville, en Géorgie, et obtient son premier diplôme à Atlanta au sein de l'université Oglethorpe. Le 1er juillet 1854, il entre à l'académie militaire à West Point. Thomas est diplômé quatre ans plus tard, et se classe vingt-deuxième sur 54 cadets. Le 1er juillet 1858, il est breveté second lieutenant et affecté au 8th U.S. Infantry.
Avec le 8th Infantry, Thomas effectue un service de garnison à New York, puis est stationné dans le territoire de l'Utah. Le 19 janvier 1859, il est promu second lieutenant et affecté au 5th U.S. Infantry. Avec le 5th Infantry, il est en poste à fort Union dans le territoire du Nouveau-Mexique jusqu'à sa démission en 1861.

## Guerre de Sécession
À la suite de la sécession de la  Géorgie, Thomas démissionne de sa commission de l'armée américaine le 6 avril 1861. Il est nommé premier lieutenant dans l'infanterie l'armée régulière confédérée, le 16 mars, et il est promu commandant dans le service régulier le jour même. En juillet, Thomas est affecté au 18th Alabama Infantry avec le grade de commandant. Abandonnant le service sur les lignes pour le travail d'état-major, Thomas est affecté au commandement de l'ordonnance au sein du département confédéré de l'Alabama et de l'Ouest de la Floride le 20 décembre.
En 1862, Thomas est envoyé sur le théâtre occidental, et reçoit le commandement de l'artillerie appartenant à une brigade de l'armée du Mississippi le 18 mars. Huit jours plus tard, Thomas est nommé adjoint à l'inspecteur général de la brigade, poste qu'il occupe jusqu'à l'été. Affecté à l'état-major du major général Jones M. Whiters, Thomas combat lors de la bataille de Shiloh, les 6 et 7 avril, effectuant une « part louable dans la bataille... ». En juillet, il reçoit le commandement du corps d'artillerie de réserve de l'armée, un poste que Thomas occupe jusqu'à la fin de l'année. Il participe également à la campagne du Kentucky à l'automne, et puis il prend un bref congé de maladie. Thomas reprend le service à temps pour combattre lors de la bataille de Stone's River, à la fin de 1862.
Le 2 janvier 1863, Thomas est nommé comme adjoint de l'inspecteur général de la division de Whiters de la célèbre armée du Tennessee. Plus tard, en 1863, sur la recommandation du lieutenant général. Leonidas Polk, il est promu colonel et reçoit le commandement du 12th Mississippi Cavalry. Ce nouveau régiment, la réserve cavalerie de la brigade de l'Alabama du brigadier général James H. Clanton, est également diversement connue comme « la cavalerie de l'Alabama du colonel Thomas ». Le 4 août 1864, il est nommé brigadier général « à titre temporaire » des soldats volontaires et ce mois de septembre est affecté au commandement d'une brigade des défenses de Mobile, en Alabama. Sa nomination n'est jamais confirmée par le congrès confédéré donc son véritable plus haut grade est colonel.

### Fort Blakely

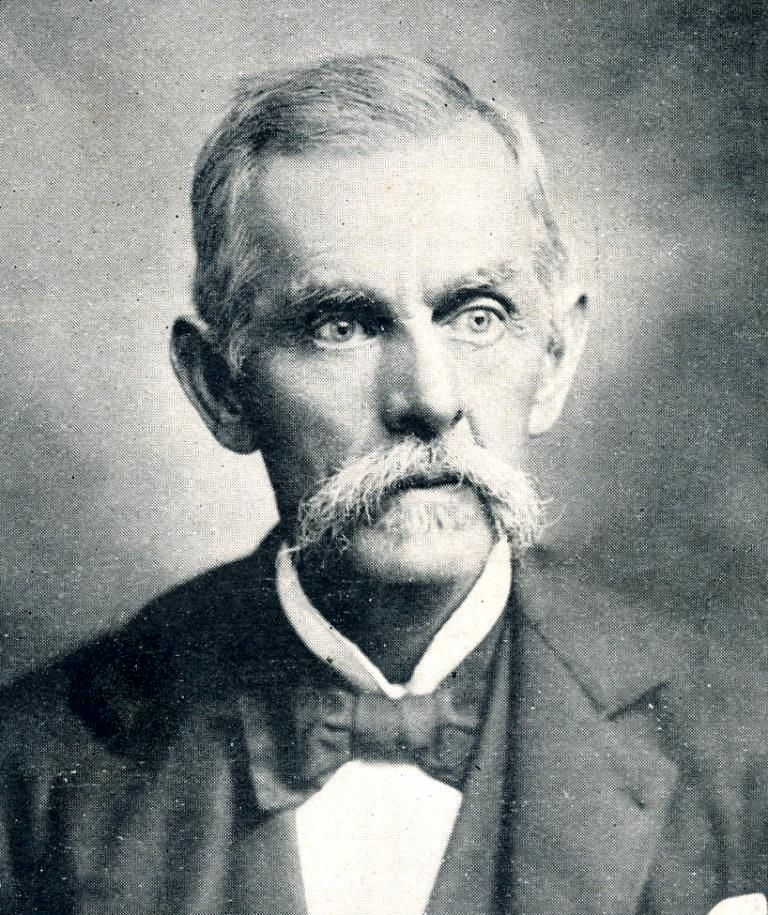
Bryan Thomas plus tard dans la vie.

En 1865, Thomas participe à la campagne de Mobile au sein de la force confédérée qui tient le fort Blakely dans le comté de Baldwin, Alabama. Commençant le 1er avril, Thomas et le fort sont mis en état de siège par les forces de l'Union du major général Edward R. S. Canby. Son commandement – principalement composée de « gars réservistes » – tient la droite des ouvrages confédérés ; sur la gauche se trouve la division du brigadier général Francis Cockrell, et le deux sont sous les ordres du brigadier général St. John Richardson Liddell, le commandant de la garnison. À 17 h 30 le 9 avril, l'attaque survient, avec des chiffres simples (environ 16 000 pour l'Union contre 4 475 pour les confédérés) qui décident de l'assaut, qui dure seulement 20 minutes. À l'issue du combat, 3 700 confédérés, parmi eux Thomas, Cockrell et Liddell, sont capturés. Thomas est retenu jusqu'en juin quand il est libéré sur parole du fort Gaines, en Alabama, et rentre chez lui.

## Après la guerre
Après la guerre de Sécession, Thomas travaille comme agriculteur dans le comté de Dooly puis dans le comté de Whitfield, en Géorgie. Il travaille ensuite comme marshall adjoint des États-Unis, et, en 1884, il fonde une académie privée. Finalement s'établissant à Dalton, Thomas est surintendant des écoles de la ville de 1891 à 1900. Il meurt à Dalton, en 1905, et est enterré dans le cimetière de West Hill de la ville.
Le chapitre Bryan M. Thomas des filles de la Confédération est nommé en son honneur.

## Personnel
En 1865, Thomas épouse Marie Jones Whiters, la fille du major général Jones M. Whithers, son premier commandant. Ensemble, ils ont eu une fille nommée Harriet.